# Meneer
Meneer is een aanspreektitel en predicaat voor een volwassen persoon van het mannelijk geslacht. Het is een vereenvoudigde schrijfwijze van mijnheer. Het meervoud van meneer of mijnheer is mijne heren.
In de derde persoon komt ook de heer voor. Dit is geen aanspreekvorm.
Volgens de etiquette zal een man zichzelf nooit “heer” of “meneer” noemen, behalve als hij ook zijn echtgenote noemt. Met andere woorden, “Ik ben meneer Jansen” is ongebruikelijk. Wel correct is: “Wij zijn de heer en mevrouw Jansen”.
Meneer kan worden gevolgd door de naam, meestal de achternaam. Het kan ook gevolgd worden door een functie, bijvoorbeeld in “Meneer de voorzitter”.

## Afkorting
Een afkorting van mijnheer, voornamelijk in België, is M. Dit is wellicht naar Frans voorbeeld. De afkorting kan tot verwarring leiden wanneer men denkt dat M de initiaal van de voornaam is.
Ook de afkorting mr. wordt weleens gebruikt, naar Engels voorbeeld, maar dat is in Nederland niet algemeen geaccepteerd aangezien mr. de officiële afkorting is voor meester in de rechten. Het gebruik van mr. als afkorting van meneer dan op zijn minst verwarrend. 
De afkorting dhr. of Dhr. wordt steeds gevolgd door de naam. De afkorting hr. wordt vrijwel nooit meer gebruikt.
In het Afrikaans wordt de afkorting mnr. voor meneer reeds langer dan een eeuw gebruikt. In Neerlandia uit 1910 wordt ervoor gepleit die afkorting ook in het Nederlands te gebruiken. Uit hetzelfde artikel blijkt dat dhr toen nog niet gebruikelijk was.